# Korpisaari (ö i Finland, Mellersta Finland, Joutsa, lat 61,72, long 26,51)
Korpisaari är en ö i Finland. Den ligger i sjön Suontee och i kommunen Joutsa i den ekonomiska regionen  Joutsa ekonomiska region  och landskapet Mellersta Finland, i den södra delen av landet, 190 km nordost om huvudstaden Helsingfors. Öns area är 0,96 kvadratkilometer och dess största längd är 1,6 kilometer i nord-sydlig riktning.